# Dennis DeTurck
Dennis M. DeTurck (né le 15 juillet 1954) est un mathématicien américain connu pour ses travaux sur les équation aux dérivées partielles et la géométrie riemannienne, en particulier ses contributions à la théorie du flux de Ricci et au problème de courbure de Ricci. Il a d'abord utilisé l'astuce de DeTurck pour donner une preuve alternative de l'existence à court terme du flux de Ricci, qui a trouvé d'autres utilisations depuis lors.

## Éducation
DeTurck obtient un BS (1976) de l'université Drexel. Il obtient une maîtrise (1978) et un doctorat (1980) en mathématiques de l'université de Pennsylvanie sous la direction de Jerry Kazdan.

## Carrière
DeTurck est professeur de leadership Robert A. Fox et professeur de mathématiques à l'université de Pennsylvanie, où il est doyen du Collège des arts et des sciences en 2005 et directeur de la faculté de Riepe College House. En 2002, DeTurck remporte le prix Haimo de la Mathematical Association of America pour son enseignement. Bien qu'il soit reconnu pour son excellence dans l'enseignement, il est critiqué pour sa conviction que les fractions sont « aussi obsolètes que les chiffres romains » et pour avoir suggéré qu'elles ne soient pas enseignées aux jeunes élèves.
En janvier 2012, il partage le prix Chauvenet avec trois collaborateurs mathématiques,. En 2012, il devient membre de l'American Mathematical Society.

## Publications
- DeTurck, « Existence of Metrics With Prescribed Ricci Curvature: Local Theory », Inventiones mathematicae, vol. 65, no 2,‎ juin 1981, p. 179–207 (DOI 10.1007/BF01389010, Bibcode 1981InMat..65..179D, S2CID 122644870)
- DeTurck, « Deforming metrics in the direction of their Ricci tensors », Journal of Differential Geometry, vol. 18, no 1,‎ 1983, p. 157–162 (DOI 10.4310/jdg/1214509286, lire en ligne [archive du 30 mai 2019]) (explains the DeTurck trick; also see the improved version)